# Zoophthora radicans
Zoophthora radicans är en svampart som först beskrevs av Julius Oscar Brefeld, och fick sitt nu gällande namn av A. Batko 1964. Zoophthora radicans ingår i släktet Zoophthora och familjen Entomophthoraceae.   Inga underarter finns listade i Catalogue of Life.